# Траусдорф-ан-дер-Вулька
Траусдорф-ан-дер-Вулька (нім. Trausdorf an der Wulka) — політична громада в політичному окрузі Айзенштадт-Умгебунг федеральної землі Бургенланд, в Австрії.
Траусдорф-ан-дер-Вулька лежить на висоті  151 м над рівнем моря і займає площу  15,4 км². Громада налічує 1928 мешканців. 
Густота населення 125/км².  
|                                                  |
| Траусдорф-ан-дер-Вулька на мапі округу та землі. |

 Адреса управління громади: DDr. Stefan Laszlo Platz 3, 7061 Trausdorf an der Wulka. 

## Демографія
Історична динаміка населення міста за даними сайту Statistik Austria

## Виноски
1. ↑  Dauersiedlungsraum der Gemeinden Politischen Bezirke und Bundesländer - Gebietsstand 1.1.2018 — Статистичне управління Австрії.
2. ↑  Статистичне управління Австрії Bevölkerung am 1.1.2021 nach Ortschaften (Gebietsstand 1.1.2021)
3. ↑  www.trausdorf-wulka.gv.at. Архів оригіналу за 2 квітня 2022. Процитовано 2 квітня 2022.
4. ↑  Gemeindedaten von Trausdorf an der Wulka. Архів оригіналу за 24 вересня 2015. Процитовано 30 жовтня 2013.

| Австрія | Це незавершена стаття з географії Австрії. Ви можете допомогти проєкту, виправивши або дописавши її. |